# گمینا اودولانوو
گمینا اودولانوو (به لهستانی:  Gmina Odolanów) یک گمینا در لهستان است که در شهرستان اوستروف ویلکوپولسکی واقع شده‌است. گمینا اودولانوو ۱۳۶٫۰۳ کیلومتر مربع مساحت و ۱۳٬۸۶۷ نفر جمعیت دارد.